# 蕭宏
萧宏（473年—526年5月13日），字宣达，南兰陵中都里人（今江苏省常州市武进区西北），梁武帝的六弟、南平王蕭偉的胞兄。封临川王。母陳太妃，妻彭城劉氏。

## 生平
官至侍中、太尉。担任扬州刺史二十年。天监四年（505年）十月，统率兵马征北魏，兵器精良，“所领皆器械精新，军容甚盛，北人以为百数十年所未之有。”蕭宏大軍進抵洛口（今安徽怀远附近），和陈伯之对恃，五年二月，梁徐州刺史昌义之与陈伯之战于梁城（安徽省壽縣東南），昌义之败走。萧宏叫秘书丘迟写信给陈伯之，请他反正归来。天監五年三月，陈伯之投降。南梁攻克梁城。北魏邢巒渡淮河，跟中山王元英會師，共擊梁城。蕭宏大為恐懼，停止进军不敢前进。北魏知道萧宏没有勇武，派人给他送去妇女穿的巾帼，又歌谣说：“不怕女子一般的萧宏和姥姥一样的吕僧珍，就怕合肥有老虎一样的韦叡。”九月二十七日夜晚，洛口狂風暴雨，萧宏临阵脱逃，梁军将士寻统帅不见，“弃甲投戈，填满水陆，捐弃病者，强壮仅得脱身。”钟离之战，南梁大败，危急之刻，梁武帝派韋叡與曹景宗率軍馳援，梁軍藉淮水暴漲之利，以水軍優勢搭配火攻，擊敗北魏大軍。
萧宏为人怯懦贪鄙，奢侈无度，暴敛无厌。家中库房百间，藏钱三亿余。梁武帝最初以为萧宏私藏兵器，亲自探访。萧宏很害怕，梁武帝更加怀疑。后来，梁武帝一看是钱，大喜，对萧宏开玩笑说：“阿六，你很会过日子啊。”（阿六，汝生活大可。）乃更剧饮至夜，举烛而还。兄弟俩更加和睦。蕭宏与侄女永兴公主通奸，计划杀死梁武帝，立永兴公主为皇后。事情败露后，永兴公主、蕭宏先后惊惧而死。梁武帝为了皇室形象和和睦，依然赠蕭宏侍中、大将军、扬州牧，谥号靖惠。

## 個人形象
《梁書》依照南梁官方记载，将蕭宏写成宽和笃厚的长者。《南史》综合各方面史料，写出了蕭宏的怯懦贪鄙。

## 子女
- 蕭正仁，字公業，臨川國世子，謚哀世子
- 蕭正義，字公威，平樂縣開國侯→臨川嗣王
- 蕭正德，字公和，西豐縣開國侯→臨賀郡王
- 蕭正則，字公衡，樂山縣開國侯
- 蕭正立，字公山，羅平縣開國侯→臨川國世子→建安縣開國侯，謚敏侯
- 蕭正表，字公儀，封山縣開國侯→（東魏）蘭陵郡開國公、吳郡王，謚昭烈王
- 蕭正信，字公理，武化縣開國侯
- 长乐公主，萧正德妹，嫁陈郡谢禧，后与萧正德私通，化名柳夫人

## 延伸阅读
[在维基数据编辑]
 《梁書·卷22》，出自姚思廉《梁書》
 《南史·卷51》，出自李延壽《南史》